# Zbyňov
Zbyňov (em húngaro: Zebény) é um município da Eslováquia, situado no distrito de Žilina, na região de Žilina. Tem 7,05 km² de área e sua população em 2018 foi estimada em 879 habitantes.

## Demografia
| Ano:        | 1994 | 2004   | 2014   | 2024   |
| ----------- | ---- | ------ | ------ | ------ |
| Broj ljudi: | 807  | 853    | 835    | 899    |
| Razlika:    |      | +5,70% | -2,11% | +7,66% |

| Ano:               | 2023 | 2024   |
| ------------------ | ---- | ------ |
| Número de pessoas: | 883  | 899    |
| Diferença:         |      | +1,81% |